# Mélesville
Anne-Honoré-Joseph Duveyrier, más conocido por su seudónimo Mélesville, (París, 13 de diciembre de 1787 - Marly-le-Roi, 7 de noviembre  de 1865) fue un compositor, dramaturgo y libretista francés.

## Biografía
Hijo del conocido magistrado y posteriormente dramaturgo Honoré-Nicolas-Marie Duveyrier, Joseph Duveyrier decidió separarse del apellido adoptando el seudónimo Mélesville por el cual todavía es conocido.
Con más de 340 obras creadas, fue pasando por una gran variedad de géneros distintos, tales como los dramas, melodramas, comedias, vodeviles y libretos de ópera. A lo largo de su carrera, colaboró con un gran número de dramaturgos franceses, especialmente con Eugène Scribe y Delestre Poirson, que adoptaron un seudónimo colectivo Amédée de Saint-Marc. También tuvo colaboraciones destacadas con Nicolas Brazier y Pierre Carmouche.
Sus obras, algunas de las cuales gozaron de un gran éxito, se caracterizaban por la alegría, puesta en escena, las palabras optimistas y el cuidado en los pequeños detalles al diseñar los espacios donde ocurrirían las tramas.
Como libretista colaboró con Adolphe Adam, Daniel-François Auber y Jacques Offenbach entre otros.

## Obras destacadas
- 1818:
  - Le Bourgmestre de Saardam ou Les Deux Pierre, en colaboración con Jean-Toussaint Merle y Schaffner (estrenada por primera vez en el Théâtre de la Porte Saint-Martin).
  - Les Solliciteurs et les fous, en colaboración con Gabriel de Lurieu (estrenada por primera vez en el Théâtre de la Porte Saint-Martin).
- 1823, Le Confident, en colaboración con Eugène Scribe (estrenada por primera vez en el Théâtre du Gymnase).
- 1827:
  - Cinq heures du soir, ou le Duel manqué, en colaboración con Emmanuel Théaulon y Pierre Carmouche (estrenada por primera vez en el théâtre des Variétés).
  - L'Ami Bontems, ou La Maison de mon oncle, en colaboración con Emmanuel Théaulon (estrenada por primera vez en el Théâtre des Nouveautés).
- 1828, Le Mariage impossible, en colaboración con Pierre Carmouche (estrenada por primera vez en el théâtre des Variétés).
- 1830, L'Oncle rival (estrenada por primera vez en el Théâtre du Gymnase).
- 1831:
  - Le Philtre champenois, en colaboración con Nicolas Brazier (estrenada por primera vez en el théâtre du Palais Royal).
  - L'Enfance de Louis XII ou la Correction de nos pères en colaboración con Antoine Simonnin (estrenada por primera vez en el Théâtre du Palais Royal).
- 1837, Suzanne en colaboración con Eugène Guinot y Roger de Beauvoir (estrenada por primera vez en el théâtre du Palais Royal).
- 1842:
  - Deux-Ânes, en colaboración con Pierre Carmouche (estrenada por primera vez en el théâtre du Palais Royal).
  - Les Circonstances atténuantes, en colaboración con Eugène Labiche y Auguste Lefranc (estrenada por primera vez en el théâtre du Palais Royal).
- 1844, Carlo et Carlin, en colaboración con Dumanoir (estrenada por primera vez en el théâtre du Palais Royal).
- 1850, Le Sopha, en colaboración con Eugène Labiche y Charles Desnoyer (estrenada por primera vez en el théâtre du Palais Royal).